# Elixir
Un  elixir  (del llatí «elixir», de l'Àrab clàssic  الإكسير  «al'iksīr» i de l'idioma grec  ξηρά ) és un líquid de gust dolç utilitzat amb fins medicinals per curar malalties. Quan s'usa com a preparació farmacèutica, conté com a mínim un ingredient actiu.

## Tipus

### Elixirs no medicinals
S'utilitzen com a dissolvents o vehicles per a la preparació d'elixirs medicinals: els aromàtics (USP), els isoalcohòlics (NF) o els elixirs compostos de benzaldehid (NF). L'ingredient actiu es dissol en una solució que conté entre un 15 i un 50% d'alcohol etílic.

### Elixirs medicinals
- Antihistamínics: S'utilitzen en al·lèrgies. Estan compostos de maleat de clorfeniramina (USP) i clorhidrat de difenhidramina (HCI).
- Sedants i hipnòtics: Indueixen la somnolència i el son. Estan compostos d'hidrat de cloral per a ús pediàtric.
- Expectorants: S'utilitzen per afavorir la tos amb esput. Estan compostos d'hidrat de terpè.
- Miscel·lània: Elixirs d'acetaminofèn, utilitzats com analgèsic.

## Composició
L'alcohol dissolt en aigua i l'ingredient actiu d'un elixir s'utilitzen sobretot per:
- Solubilitzar el/els ingredient/s actiu/s i els excipients,
- Retardar la cristal·lització del sucre,
- Preservar el producte final,
- Emmascarar el sabor desagradable de l'ingredient actiu,
- Potenciar el gust.

S'utilitza el mínim possible d'alcohol que dissolgui completament el/els ingredient/s actiu/s, ja que les concentracions altes produeixen un sabor massa intens.
Un elixir també pot contenir excipients com ara:
- sucre o edulcorants artificials com glicerols de sucres alcohòlics i sorbitol,
- conservants com parabens i àcids benzoics, i antioxidants com butil-hidroxitoluè (BHT) i disulfit de sodi,
- estabilitzants,
- quelats com àcid etilendiamintetraacètic (EDTA),
- saboritzants i potenciadors de sabor,
- colorants.